# 日本の学校における休業日
日本の学校における休業日（にほんのがっこうにおけるきゅうぎょうび）では、日本の学校で設定されている休業日について述べる。

## 概要
学校教育法施行令に学期と休業日の定義があり、学校教育法施行規則で具体的な休業日を定めている。より具体的には国民の祝日に関する法律第3条に規定する休日、日曜日及び土曜日（ただし土曜日に授業を実施する学校もある）、学年始休業日（4月）、夏季休業日、冬季休業日、学年末休業日（3月）、校長が特に定める日（開校記念日など）、教育委員会が定める日（入試の日など）を休業日として定めることが多い。各地域独自の休業日を設けている例としては東京都の公立学校の都民の日（10月1日）などがある（私立学校でも都民の日を休業日にしている学校がある）。
2018年（平成30年）には長期休業日の一部を平日に移すなど分散化を図り、学校休業日に合わせて保護者の有給休暇取得を促進する「キッズウィーク」の取り組みがスタートした。
なお臨時休業については、学校教育法施行規則63条が非常変災その他急迫の事情があるときの臨時休業を定めているほか、学校保健安全法20条が感染症の予防上必要があるときの臨時休業を定めている。

## 法令

### 公立学校
学校教育法施行令第29条第1項は次のように定める。
2017年（平成29年）9月13日の学校教育法施行令の一部改正で第2項に「体験的学習活動等休業日」が新設された。
学校教育法施行規則第61条は公立の小学校の休業日を定め、幼稚園、中学校、義務教育学校、高等学校、中等教育学校、特別支援学校及び高等専門学校に準用されている。

### 私立学校
学校教育法施行規則第62条にて「私立の小学校の休業日は、当該学校の学則で定める」とし、幼稚園、中学校、義務教育学校、高等学校、中等教育学校、特別支援学校及び高等専門学校に準用されている。私立学校では学年別の休業日設定にしている学校もある。

## 長期休業

### 春季休業
年度末休業と学年始休業からなる。夏季休業と同じく春季休業にも特別学習会やボランティア活動が実施されることがある。

### 夏季休業
夏季休業（夏休み）がいつ始まったかははっきりしないが、1881年（明治14年）に当時の文部省が都道府県あてに出した小学校教則綱領で「夏季休業日」が定められ、夏休みとして全国に広まった。9月に新学期が始まる欧米の国々をモデルにしたとされている。建前上は「遊ぶための休み」ではなく、暑さで授業を受けることが困難なための休業であるので実質的には「在宅授業」であり、後述するような宿題を課される。
9月に開催する運動会の練習時間を確保するためや、北海道、東北など、厳寒期に当たる冬季休業に関連する形で、数日前倒しする例もある。また、長野県では夏季には高原野菜の出荷で多忙で家族との時間が短くなることから夏季休業日を短くして2月に連続休暇を設けている学校もある。
夏休みの宿題は明治時代には既にあり、2006年には宮崎県文書センターで1910年（明治43年）の夏休みの宿題帳が発見されている。大正時代には出版社が夏休みの宿題用教材を製作するようになった。その後、第二次世界大戦中には文部省が宿題帳を作成して全国の学校に配布した。第二次世界大戦直後には各都道府県の教員らの組織が地域の特色を生かした宿題をつくっていた時期もあるが、民間の教材が利用されることが増えていった。
夏休みの宿題には次のようなものがある。
1. レポート[6]
2. ドリル[6]（問題集）
3. 観察日記[6]
4. 日記[6]
5. 工作[6]
6. 読書感想文[6]
7. 自由研究[6]
8. ポスター制作[6]
9. 習字[6]

日本の高等学校や大学、高等専門学校では、7月20日頃から夏休みに入り8月末までとする学校が多かった。この場合、2学期制の大学や高等専門学校では、4月から9月を前期、10月から3月を後期とするのが一般的である。しかし、1980年代から私立大学で夏休みを遅らせて前期期末試験を終えたうえで8月上旬から夏休みに入り、9月末までを夏休みとする学校が現れた。また高等専門学校でも1990年代後半から同様の夏休みの期間とする学校が出始めた。

### 秋季休業
2学期制の学校では秋季休業を設けている例がある。仙台市の2学期制の学校では10月第2月曜日（体育の日）の翌日及び翌々日を秋季休業日としている例がある。

### 冬季休業
北海道や東北地方では、厳冬期の授業を避けるため、夏季休業を短縮して冬季休業を延長している例がある（札幌市では25日間程度）。岡山県北部には厳寒期休業日として冬季休業日とは別に連続する休日を設けている学校がある。
富山県や長野県ではスキー大会への参加のため冬季休業日を長期にとったり、連続休暇の寒中休業日を設けている学校がある。

### 長期休業期間の取組
長期休業期間中における学習活動
学習指導要領では弾力的な時間割編成に合わせて、夏季、冬季、学年末等の休業日の期間に授業日を設定することができるとしている。
学校図書館の開館
「子供の読書活動の推進に関する基本的な計画」（平成30年4月20日閣議決定）では長期休業日等にも学校図書館を開館して読書や学習の場を提供することも有効としている。
教職員の研修等
初任者研修や10年経験者研修が実施される。
長期休業期間の前・中・後の自殺予防
平成30年6月8日付「児童生徒の自殺予防に係る取組について（通知）」で学校における早期発見に向けた取組、保護者に対する家庭における見守りの促進、学校内外における集中的な見守り活動、ネットパトロールの強化について発出が行われた。
新規高等学校卒業予定者に対する就職支援
平成30年2月19日付け「平成31年3月新規中学校・高等学校卒業者の就職に係る推薦及び選考会期日等並びに文書募集開始時期等について（通知）」。
学校環境衛生基準に基づくネズミ、衛生害虫等の検査
児童生徒等の健康及び周辺環境に影響が出ないよう休日や夏休み等の長期休暇に駆除を行う等の配慮が必要とされている。

## 臨時休業

### 学校教育法施行規則
学校教育法施行規則第63条は、非常変災その他急迫の事情があるときは、校長は、臨時に授業を行わないことができるとしている。法令上は「臨時休業」という。公立小学校が臨時休業する場合は当該学校を設置する地方公共団体の教育委員会（公立大学法人の設置する小学校にあっては、当該公立大学法人の理事長）に報告しなければならない。

### 学校保健安全法
学校保健安全法第20条にも臨時休業の規定があり、学校の設置者は、感染症の予防上必要があるときは、臨時に、学校の全部又は一部の休業を行うことができるとしている。